# Les Aventures de Thierry de Royaumont
Les Aventures de Thierry de Royaumont est une série de bande dessinée écrite par Jean Quimper (pseudonyme du Père André Sève) et dessinée par Pierre Forget, parue dans l'hebdomadaire Bayard de 1953 à 1959, puis publiée en 4 albums. Elle relate des aventures chevaleresques au temps des Croisades qui mènent les héros de France au Moyen-Orient, puis dans les Balkans, de nouveau en France puis en Libye.

## Les personnages
- Thierry de Royaumont : jeune seigneur français doté de toutes les qualités chevaleresques physiques, morales et spirituelles,
- Gaucher : colosse au grand cœur,
- Galeran : érudit, jongleur, prestidigitateur,
- Sylvain : titi parisien chapardeur toujours affamé et toujours débrouillard,
- Leïla : ex-princesse orientale convertie au Christianisme et amoureuse de Thierry.

## Les aventures
- Le Secret de l’Émir (1954) : Thierry de Royaumont se rend en Syrie pour réhabiliter son père accusé de lâcheté et de félonie en Terre Sainte, et découvrir la vérité.
- La Couronne d’Épines (1956) : il sauve (dans l'actuelle Bulgarie) la précieuse relique d'un complot turc qui menaçait de s'en emparer.
- L'Ombre de Saïno (1958) : il déjoue un complot mondialiste qui menaçait d'asservir la France tout entière.
- Pour sauver Leïla (1959, mais publié en album seulement en 1987) : l'album le conduit jusqu'à la base ultime de cette conjuration, située dans le désert de Libye.

## Un classique de la BD
Cette série dessinée s'adressant à la jeunesse catholique, considérée aujourd'hui par beaucoup comme un classique, est remarquable à plus d'un titre. Réalisée dans la France des années 1950 et des guerres coloniales, elle évite tout manichéisme dans l'évocation des Croisades en rendant hommage à la foi et à la vaillance des Croisés, mais en ne taisant pas les atrocités qu'ils ont aussi commises (ainsi un paisible village musulman de Syrie connaît le même sort que celui d'Oradour-sur-Glane, une dizaine d'années avant l'album).
Le chef-d'œuvre de la série est sans conteste l'Ombre de Saïno. Situé dans la France du nord, autour du château de Coucy dont la reconstitution par Pierre Forget doit beaucoup aux planches de Viollet-le-Duc, il développe une atmosphère de mystère qui va s'épaississant, jusqu'à la découverte d'une conjuration mondiale, dirigée par un maître ou une oligarchie invisible, impliquant Chinois, Persans, Arabes, Français, déjà implantée sous le sol de France dans une base souterraine qui fait basculer l'aventure médiévale dans un univers de science-fiction. La hardiesse du scénario dû au Père André Sève (Jean Quimper), qui évite toujours les clichés et la facilité, est servie par le dessin expressionniste de Pierre Forget, en particulier par ses décors et architectures fantastiques qui rappellent parfois les dessins de Victor Hugo. Le Père Sève avait initialement songé à Pierre Joubert pour l'illustration, mais a finalement confié cette tâche à Pierre Forget. Ce dernier, après quelques maladresses dans les premières planches et les premiers albums, trouve vraiment son style propre dans l'Ombre de Saïno. On peut aussi parler de sensualité dans le traitement du personnage de Leïla, la jeune princesse orientale discrètement (mais indéniablement) amoureuse de Thierry. Une jolie brune aux courbes féminines et au sourire charmeur, qui de surcroît prend part à l'action grâce à ses compétences et son intelligence, voilà à quoi les contemporains de Thierry Tintin ou Blake et Mortimer n'eurent jamais droit, tandis que la bande dessinée française laïque, dans Pilote par exemple, n'osera ce type de personnage que cinq à dix ans plus tard.